# USS Liscome Bay (CVE-56)
USS Liscome Bay (CVE-56) — эскортный авианосец ВМС США типа «Касабланка», второй построенный авианосец этого типа.

## Строительство
Авианосец был заложен 9 декабря 1942 года на верфи «Кайзер» в Ванкувере, штат Вашингтон, спущен на воду 19 апреля 1943 года и принят в состав флота 7 августа 1943 года под командованием капитана Ирвинга Уилтси (англ. Capt. Irwing D. Wiltsie).
Авианосец получил название «Лиском Бей» в честь залива на южном берегу острова Долла в архипелаге Александра у юго-восточного побережья Аляски.
Изначально авианосец был заложен под названием «Эмир» (англ. HMS Ameer) и предназначался КВМФ Великобритании по программе ленд-лиза, однако в процессе постройки ВМС США приняли решение о необходимости привлечения в свой состав всех строящихся для КВМФ эскортных авианосцев. 28 июня 1943 года авианосец получил название «Лиском Бей», а 15 июля 1943 года ему был присвоен бортовой номер CVE-56.

## Гибель
24 ноября 1943 года у берегов Кирибати в Тихом океане авианосец был атакован японской подлодкой I-175, получил попадание торпеды и затонул в координатах 02°34′ с. ш. 172°30′ в. д..